# Nanjing Dajiaochang Airport
Nanjing Dajiaochang Airport är en flygbas i Kina. Den ligger i provinsen Jiangsu, i den östra delen av landet, nära eller i provinshuvudstaden Nanjing.
Runt Nanjing Dajiaochang Airport är det mycket tätbefolkat, med 1 956 invånare per kvadratkilometer. Närmaste större samhälle är Nanjing, 7,6 km nordväst om Nanjing Dajiaochang Airport. Trakten runt Nanjing Dajiaochang Airport består till största delen av jordbruksmark.
Genomsnittlig årsnederbörd är 1 385 millimeter. Den regnigaste månaden är juli, med i genomsnitt 242 mm nederbörd, och den torraste är december, med 38 mm nederbörd.